# Gammalkil
Gammalkil uttal (fil) är kyrkbyn i Gammalkils socken i Linköpings kommun, Östergötlands län. Den ligger i gränstrakterna mellan slätt- och skogsbygd en knapp mil söder om Vikingstad
I byn på en höjd ligger Gammalkils kyrka.